# Mycobacterium tuberculosis
Mycobacterium tuberculosis es una bacteria aerobia estricta e intracelular patógena responsable de la mayor cantidad de casos de tuberculosis en el mundo. Quien la descubrió por primera vez, el 24 de marzo de 1882, fue Robert Koch (de ahí el epónimo de esta bacteria: «Bacilo de Koch»), a quien posteriormente (en 1905) se le otorgó el Premio Nobel de Fisiología o Medicina.

## Características
Es un bacilo alcohol-ácido resistente, frecuentemente incoloro, aeróbico estricta. Su crecimiento está subordinado a presencia de oxígeno y al valor del pH circundante. Es muy resistente a las condiciones de frío, congelación y desecación. Por el contrario, es muy sensible a las de calor      , luz solar y luz ultravioleta.
Su multiplicación es muy lenta: se divide cada 16 a 20 h; y, ante circunstancias adversas puede entrar en estado latente, y retrasar su multiplicación desde algunos días hasta varios años. El reservorio natural de M. tuberculosis es el humano, tanto el sano infectado como el enfermo.
In vitro se destruye mediante pasteurización a 80 °C. Los laboratorios especializados realizan pruebas de susceptibilidad antibiótica (antibiogramas) de las cepas aisladas y que oponen resistencia al tratamiento convencional.

### Pared celular
Posee una inusual pared celular con ceras y rica en ácido micólico que no sólo es clave en su virulencia, sino que además es la responsable de que no sea capaz de retener ningún colorante gram y de que no se considere ni gram negativa ni gram positiva. Sin embargo, sí que se tiñe por la técnica de Ziehl-Neelsen, por lo que se considera una bacteria gram-positiva acidorresistentes. Esta pared además explica que sea resistente al desinfectante y a la desecación.

### Medio de cultivo
El medio de cultivo más usado y más adecuado es el de Lowenstein Jensen. También se utiliza el medio Ogawa. Para que el desarrollo de la bacteria sea visible macroscópicamente (a simple vista) sobre el medio de cultivo se requieren por lo menos 15 días, y hasta ocho semanas de incubación. Se debe incubar un promedio de 30 días. Sus colonias son de color blanco cremoso, esféricas, secas, rugosas, opacas, polimorfas y de dimensiones variables.

### Genoma
Su genoma está secuenciado, desde 1998, lo cual permitirá aclarar su relación con las otras especies del complejo Mycobacterium tuberculosis. Concretamente, se publicó el genoma de la cepa H37Rv, que se usa como referencia en múltiples estudios actuales y que tiene un tamaño de 4 millones de pares de bases y 3959 genes, de los cuales se ha caracterizado la función del 40% de ellos.
El complejo de Mycobacterium tuberculosis (MTBC) presenta una diversidad baja, a pesar de ello muestra importantes diferencias biológicas entre cepas y linajes filogenéticos. Por ejemplo, se ha visto una asociación de linajes MTBC con poblaciones específicas. Un artículo publicado en Nature communications en 2019 postula al realizar estudios sobre un conjunto limitado de muestras que las diferencias transcripcionales en el MTBC se deben a la acción diferencial de factores de transcripción, patrones de metilación o expresión de ARN no codificantes.
En 2013 se realizó un estudio sobre el genoma de múltiples cepas de Mycobacterium tuberculosis sensibles a antibióticos, multirresistentes y ultrarresistentes para estudiar la resistencia a antibióticos. Los resultados obtenidos revelan nuevas relaciones entre la resistencia a fármacos y genes previamente no asociados y sugieren que algunos genes y regiones intergénicas asociados a resistencia a fármacos pueden estar implicados en la resistencia a más de un medicamento. Cabe destacar el papel que tienen las regiones intergénicas en el desarrollo de estas resistencias y que la mayoría de los genes que son propuestos en este estudio como responsables de la resistencia a fármacos tienen un papel esencial en el desarrollo de M. tuberculosis.

## Complejo deM. tuberculosis(MTBC)[9]
En realidad cuando hablamos de M. tuberculosis hablamos de MTBC, que comprende varias especies y subespecies que comparten el 99.9% de DNA y se diferencian principalmente en el huésped que infectan:
- Formas adaptadas a humanos: M. tuberculosis sensu stricto y M. africanum
- Formas adaptadas a animales: M. bovis, M. caprae y M. pinnipedii que infectan animales domésticos y M. microti que afecta a cerdos

Aparece también otra especie relacionada pero más alejada, como M. canetti. También forman parte del complejo M. mundi y M. orygis.

## Enfermedades asociadas[10]
M. tuberculosis es el agente causal de la tuberculosis, que corresponde a la mayor causa de muerte en el mundo debida a un único agente infeccioso. Distinguimos: 
- Tuberculosis latente (90-85% de los casos): en huéspedes inmunocompetentes M. tuberculosis está contenida, vive en el cuerpo pero no crece en él. Las personas infectadas no muestran síntomas ni son contagiosas. Pueden pasar años hasta que la bacteria salga de este estado latente y se reactive causando la enfermedad.
- Tuberculosis activa (10-15% de los casos): si la inmunidad del individuo se ve comprometida (por ejemplo porque tiene SIDA) ocurre que la bacteria se reactiva y causa la enfermedad, afectará principalmente a los pulmones pero puede extenderse a otros tejidos. En este caso la persona muestra síntomas (tos con sangre, fiebre, sudores y pérdida de peso) y es contagiosa.

Además de causar tuberculosis, varias evidencias indican que M. tuberculosis se asocia con múltiples enfermedades humanas:
- Complicaciones pulmonares: neumonía, EPOC y cáncer de pulmón
- Enfermedades autoinmunes: sarcoidosis y LES (Lupus Eritematoso Sistémico)
- Síndromes metabólicos: diabetes, obesidad, aterosclerosis e hipovitaminosis D

## Patogénesis[11][10]
Mycobacterium tuberculosis es el paradigma de los patógenos intracelulares, pues puede persistir en el huésped durante una latencia a largo plazo sin causar daño significativo o transmisión a menos que la inmunidad del huésped se vea comprometida.
1. M. tuberculosis generalmente se transmite por el aire, a través de la inhalación de gotas de saliva con la bacteria.
2. Una vez en la vía respiratoria, es engullido por macrófagos alveolares, sin embargo, es capaz de resistir la digestión mediante la supresión de la maduración lisosomal, inhibición del estrés oxidativo, y, aquellas cepas más virulentas, de la apoptosis y autofagia.[12]
3. Esto implica la formación de granulomas, macrófagos infectados rodeados por capas de células inmunes que incluyen granulocitos, células dendríticas, células natural killer y linfocitos T y B

Tuberculosis latente (90%-85% de los casos): estos granulomas secuestran las bacterias no depuradas y las defensas innatas y adaptativas controlan la infección. Como resultado, M. tuberculosis pasa a un estado inactivo en el que resiste tanto las respuestas inmunitarias como se adapta al entorno altamente dinámico del granuloma. Existe una relación de comensal con el anfitrión sin síntomas obvios.
Tuberculosis activa (10%-15%): cuando el huésped se inmunodeprime, la bacteria se reactiva para replicarse y diseminarse. Esto conduce a la necrosis de los macrófagos infectados y a la liberación de bacterias intracelulares, que podrían infectar más nuevas células y extenderse a otros tejidos. Existe una relación parasitaria con el anfitrión, que muestra síntomas y es contagioso.
M. tuberculosis permanece latente no sólo porque adquiera un estado quiescente (no se divide, disminuye su metabolismo central y produce proteínas que le proporcionan características biológicas e inmunológicas únicas), sino también porque escapa de la inmunidad al evitar los mecanismos mediados por citoquinas para reclutar células inmunes (respuesta inflamatoria) y para la presentación de antígenos a las células T, entre otros.

### Factores de virulencia principales[11]
- Pared celular: no solo protege de sustancias tóxicas, sino que también le protege de las enzimas del huésped y permite escapar de las respuestas inmunes.

- Sistemas de secreción de proteínas: M. tuberculosis secreta una variedad de proteínas efectoras para confundir al sistema inmunológico del huésped, promoviendo así su supervivencia intracelular y configurando su estilo de vida para que persista en los granulomas durante la fase de latencia de la infección. Se han descrito cinco sistemas de secreción diferentes: 
  - ESX1: secreta antígenos que interfieren con la integridad de la membrana del fagosoma permitiendo la extrusión al citoplasma
  - ESX3: involucrado en la absorción y homeostasis de Zn y Fe, esencial para el crecimiento,
  - ESX5: involucrado en la secreción de proteínas inmunomoduladoras
  - ESX2-ESX4: función desconocida

## Evolución del complejoM. tuberculosis(MTBC)[9]

### Linajes y distribución global
De las formas adaptadas a los humanos hay siete linajes filogenéticos principales que divergieron de un ancestro común y se diversificaron en diferentes regiones del mundo.
- Cepas modernas: comparten la deleción TbD1, son:
  - Linaje 2: ampliamente distribuido en países de Asia oriental
  - Linaje 3: distribución relativamente estrecha en África Oriental y en Asia Central y del Sur
  - Linaje 4: amplia distribución en Europa y América, pero también en África y Oriente Medio.
- Cepas antiguas: sin la deleción TbD1:
  - Linaje 1: océano Índico y Filipinas
  - Linaje 5: M. africanum de África Occidental 1.
  - Linaje 6: M. africanum de África Occidental 2.
  - Linaje 7: Etíope

Se cree que el ancestro común de M. africanum (linajes 5 y 6) se separó temprano del ancestro común de MTBC y, después de la domesticación de los animales, los humanos transmiten la enfermedad a los mismos. Otra escisión temprana condujo al ancestro del que derivaron todos los linajes pertenecientes a M. tuberculosis sensu stricto, siendo el Linaje 1 el más basal dentro de este grupo de cepas, seguido del Linaje 7.
Estas cepas se extendieron por el continente siguiendo las migraciones humanas y evolucionaron a través de un cuello de botella genético para persistir en poblaciones de baja densidad. Sin embargo, la introducción de la agricultura, la civilización y el aumento de la densidad de población humana llevaron a la selección de cepas de M. tuberculosis con mayor virulencia y transmisibilidad, las cepas modernas: linajes 2, 3 y 4.

### Coevolución con los seres humanos
Existen evidencias que demuestran la coevolución de MTBC con los seres humanos

#### Evolución de la virulencia
En el proceso de convertirse en patógenos obligatorios, los antepasados de MTBC han desarrollado estrategias para:
- Evitar la respuesta inmune del huésped: mediante sus factores de virulencia
- Evitar la extinción en poblaciones humanas pequeñas: gracias a la persistencia en estado latente y a una transmisión eficiente
- Transmitirse entre hospedadores: siendo la persistencia (en estado latente) y la adaptación características humanas (cavitación pulmonar y aumento de la positividad del frotis de esputo) claves

El aumento de la densidad de población humana, que comenzó con la agricultura hace 10 000, llevó a la selección de cepas modernas de Mtb con mayor virulencia. La virulencia de MTBC podría haber evolucionado bajo una compensación: el patógeno ha regulado su virulencia para poder persistir y diseminarse en poblaciones humanas que exhiben densidades aumentadas y mayor resistencia o tolerancia. Evidencias:
1. Asociación preferencial de linajes particulares de MTBC con sus poblaciones humanas locales: el patógeno tiene mayor fitness en un hospedador local. Por ejemplo, una mayor transmisión
2. Variación de la virulencia entre cepas: como una estrategia para persistir en la población humana específica con la que han evolucionado. El linaje 2 y el linaje 4 generalmente tienen una mayor capacidad de replicación, mayor transmisión y reducen la respuesta proinflamatoria en el huésped, por ello, una mayor virulencia.
3. Latencia: se cree que ha evolucionado como una estrategia del patógeno para asegurar la transmisión y evitar la extinción en pequeñas poblaciones de huéspedes.

Susceptibilidad genética humana
Los estudios de agregación familiar y de gemelos han revelado una base genética clara para la susceptibilidad a la infección y la enfermedad de tuberculosis.
- Los polimorfismos en el gen NRAMP1 / SLC11A1 se han asociado con la tuberculosis pulmonar.
- La población vietnamita, portadora del alelo T597C del gen del receptor 2 tipo Toll (TLR2) se asoció con la infección por linaje 2.
- Ghana descubrió que la variante G57E del gen de la lectina de unión a manosa (proteína C) 2 (MBL2) estaba asociada con la tuberculosis causada por M. africanum

Gran parte de las dificultades para descubrir las variantes genéticas humanas relacionadas con las respuestas de MTBC se debe a lo difícil que es determinar y cuantificar los fenotipos y genotipos relevantes, pues en muchas ocasiones las diferentes respuestas asociadas a este patógeno tienen una base ambiental (edad, estado nutricional, coinfecciones, etc.) más que genética.

#### Genética coevolutiva: la perspectiva de MCTB
En una asociación coevolutiva, se esperan interacciones moleculares entre el huésped y el patógeno. En el caso de MTBC, pose hay secuencias de epítopos de células T altamente conservadas, de forma que existe una fuerte presión de selección para mantenerlas. Una posible razón de esta alta conservación de los epítopos de las células T es que, cuando se activa, MTBC podría beneficiarse de ser reconocida por estas células, pues su transmisión depende de la patología pulmonar, y una eficaz respuesta inmune del huésped conlleva a ello. 
La mayoría de las principales adaptaciones recíprocas entre MTBC y los humanos habrían ocurrido en el pasado evolutivo distante. Esto no significa que el MTBC y los humanos ya no coevolucionen, pero la adaptación ahora podría implicar efectos mucho menores.

## M. tuberculosisresistentes
Un problema que se está extendiendo en los últimos años es la aparición de M. tuberculosis resistentes a antibióticos. En función de la/las resistencias a antibióticos que presentan las distintas cepas, podemos distinguir:
- Multirresistentes (MDR): son bacterias que desarrollan resistencia frente a rifampicina e isoniacida, que son fármacos de primera línea.
- Ultrarresistentes (XDR): son bacterias resistentes a rifampicina e isoniacida y a cualquier miembro de la familia de las fluoroquinolonas y al menos a un fármaco inyectable de segunda línea (amikacina, kanamicina o capreomicina).

Han sido identificadas mutaciones en un número limitado de genes y regiones intergénicas (IGRs) en cepas resistentes de M. tuberculosis, pero aún no están claras todas las causas genéticas de la resistencia a antibióticos.

## Galería

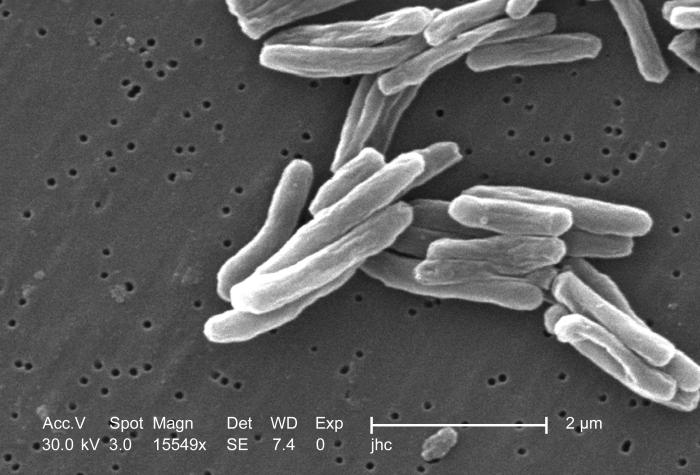
Ampliación x 15.549
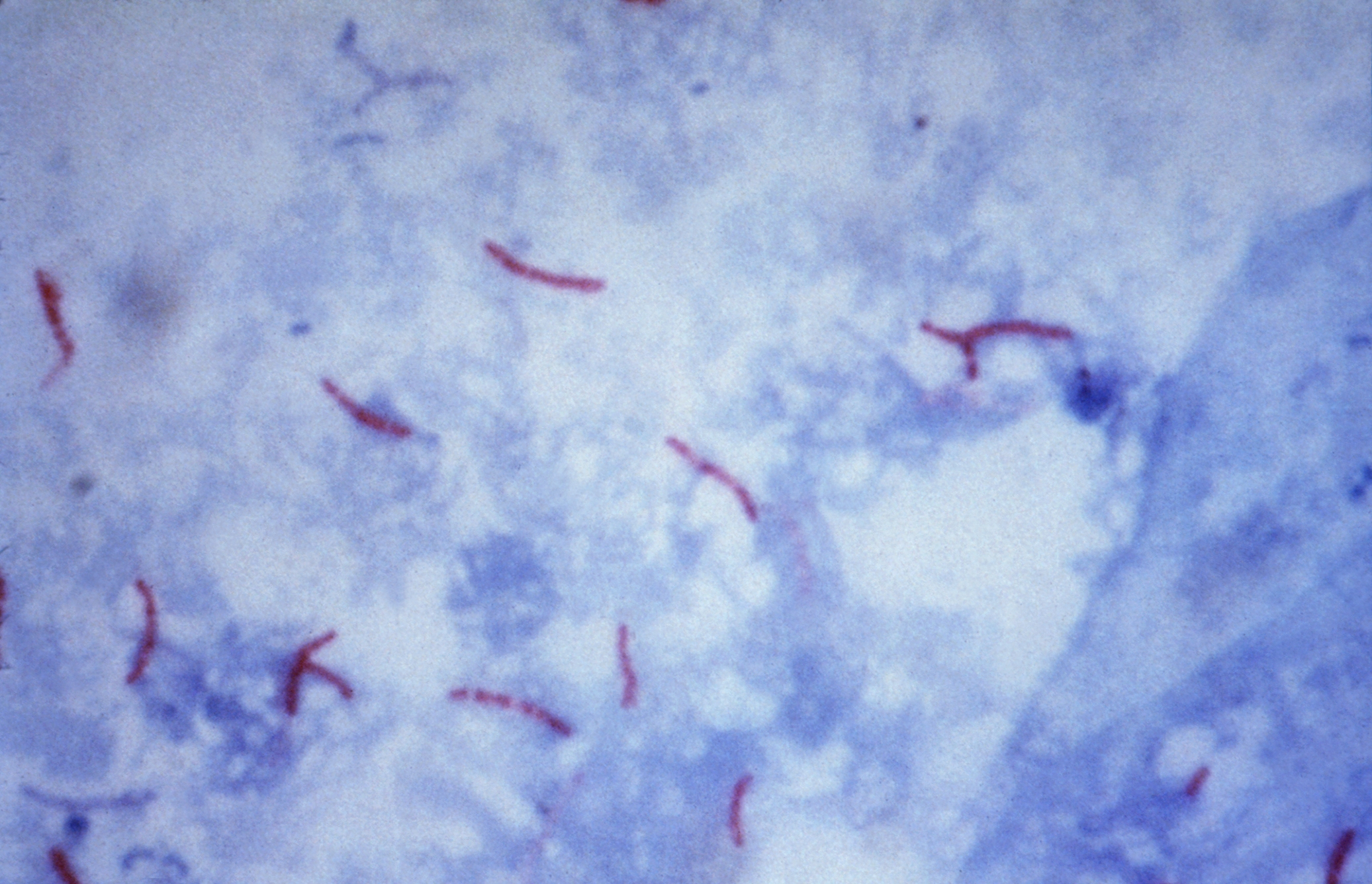
Tinción Ziehl-Neelsen